# Webster-Ashburton-aftalen
Webster-Ashburton-aftalen  (engelsk Webster-Ashburton Treaty) var en aftale mellem USA og Det Forenede Kongerige Storbritannien og Irland . Aftalen blev indgået i 1842 og regulerede nogen kommercielle diskussioner  mellem landene og grænsen mellem det britiske Canada og USA 

## Baggrund
Efter Parisaftalen i året 1783 og Anglo-Amerikanska aftale i året 1818 stod en del mindre grænsekonflikter mellem USA og britiske Canada tilbage, først og fremmest vest for de de Store søer og omkring dagens Maine.

## Aftalen
Forhandlingerne blev ført mellem den britiske Privy Counsellor Lord Ashburton under dronning Viktoria af Storbritannien og den  amerikanske udenrigsminister Daniel Webster under præsident John Tyler .
Den 4 april 1842 ankom Ashburton (som var ven til Webster) og hans delegation til Washington   DC og forhandlingerne indledtes i Ashburton House ved Lafayette Square.
Aftalens officielle titel er "Aftale mellem hans majestæt og USA, som skal fastslå og definiere grænserne mellem hans majestæts besidelser i Nordamerika og USAs territorier, den endelige bekkæmpelse af den afrikanske slavehandel, og overdragelse af  visse kriminelle flygtninge" ).
Aftalen regulerede også håndteringen af dem som deltog i det Canadiske oprør 1837 og derefter flygtede til USA. 
Aftalen regulerede også farvandene på Saint John River og håndteringen af slavetrafikken fra Afrika .
Aftalen omfatter 12 paragrafer og blev underskrevet i Washington, D.C. den 9. august 1842.
Aftalen blev ratificeret af USA den 22. august og af Storbritannien den 5. oktober og landene byttede ratifikationerne ved en ceremoni i London den 15. oktober 1842 hvorefter aftalen trådte i kraft den 10. november.

### Grænseregulering
Aftalen regulerede grænsen mellem USA og Canada mellem nutidens Maine og New Brunswick og mellem Minnesota og Ontario. Grænsen blev bekræftet igennem søen Lake of the Woods og blev fastlagt igennem Lake Superior ved Isle Royale . Mainområdet omfattede cirka 31.080 km² hvoraf cirka 12.950 km² blev overladt til Storbritannien. Selvom USA afstod de nordlige dele i deres krav indebar aftalen alligevel et tilskud til USAs territorielle ekspansion da arealet i de overtagede områder (omkring Maine) omfattede cirka 18.130 km².